# Budget de l'État français en 2023
Le budget de l'État français pour 2023 fixe les recettes et les dépenses prévues pour l'année 2023.

## Historique
La loi de financement de la sécurité sociale est promulguée le 23 décembre 2022, l’adoption s’étant faite grâce à plusieurs usages de l'article 49 alinéa 3 de la Constitution.
La loi de finance est promulguée le 30 décembre, l’adoption s’étant faite grâce à plusieurs usages de l'article 49 alinéa 3 de la Constitution.
Une loi de financement rectificative de la sécurité sociale est promulguée le 14 avril 2023, l’adoption s’étant faite grâce à plusieurs usages de l'article 49 alinéa 3 de la Constitution, il s’agit de la réforme des retraites.
La loi de finances de fin de gestion est promulguée le 30 novembre.
En 2024, les projets de loi relatif aux résultats de la gestion et portant approbation des comptes et d’approbation des comptes de la sécurité sociale sont rejetés par l’Assemblée nationale et par le Sénat.

## Loi de finances initiale
Le budget de l'État (et de l’État seulement), les mesures fiscales et les crédits ouverts sont votés dans la loi de finances.

### Mesures fiscales
Une partie de la TVA est affectée aux collectivités locales afin de compenser la baisse de la Cotisation sur la valeur ajoutée des entreprises. L’État percevra moins de 100 milliards d’euros sur les 215 milliards qu’elle a prévue de collecter en 2023, la moitié étant allouée aux budgets des collectivités locales et à la sécurité sociale.

### Autres mesures
Le financement par l’Union européenne d’une partie du plan de relance (deuxième tranche de « Facilité pour la relance et la résilience ») représente cinq milliards d’euros, qui se trouvent dans la ligne « Divers » du tableau des recettes ci dessous.
Le « bouclier tarifaire » pour protéger les consommateurs d’électricité et de gaz représentent 21 milliards de dépenses, qui se trouvent dans la ligne « Écologie, développement et mobilité durable » du tableau des dépenses ci dessous).

### Chiffres du budget promulgué
|                                                    |                                                                |                                                                                                   |                                                                                                   |                                                                                                   | Ressources | Charges | Soldes   |  |
| -------------------------------------------------- | -------------------------------------------------------------- | ------------------------------------------------------------------------------------------------- | ------------------------------------------------------------------------------------------------- | ------------------------------------------------------------------------------------------------- | ---------- | ------- | -------- |  |
|                                                    |                                                                |                                                                                                   |                                                                                                   | Recettes fiscales brutes/dépenses brutes (a)                                                      |            |         |          |  |
|                                                    |                                                                |                                                                                                   |                                                                                                   | Remboursements et dégrèvements (-b)                                                               |            |         |          |  |
|                                                    |                                                                |                                                                                                   | Recettes fiscales nettes/dépenses nettes (c=a-b)                                                  | Recettes fiscales nettes/dépenses nettes (c=a-b)                                                  | 328 194    | 449 983 |          |  |
|                                                    |                                                                |                                                                                                   | Recettes non fiscales (d)                                                                         | Recettes non fiscales (d)                                                                         | 30 933     |         |          |  |
|                                                    |                                                                | Recettes totales nettes/dépenses nettes (e=c+d)                                                   | Recettes totales nettes/dépenses nettes (e=c+d)                                                   | Recettes totales nettes/dépenses nettes (e=c+d)                                                   | 359 127    | 449 983 |          |  |
|                                                    |                                                                | Prélèvements sur recettes au profit des collectivités territoriales et de l'Union européenne (-f) | Prélèvements sur recettes au profit des collectivités territoriales et de l'Union européenne (-f) | Prélèvements sur recettes au profit des collectivités territoriales et de l'Union européenne (-f) | 70 584     |         |          |  |
|                                                    | Budget général (g=e-f)                                         | Budget général (g=e-f)                                                                            | Budget général (g=e-f)                                                                            | Budget général (g=e-f)                                                                            | 288 543    | 449 983 | −161 440 |  |
|                                                    | Évaluation des fonds de concours et crédits correspondants (h) | Évaluation des fonds de concours et crédits correspondants (h)                                    | Évaluation des fonds de concours et crédits correspondants (h)                                    | Évaluation des fonds de concours et crédits correspondants (h)                                    | 5 238      | 5 238   |          |  |
| Budget général y compris fonds de concours (i=g+h) | Budget général y compris fonds de concours (i=g+h)             | Budget général y compris fonds de concours (i=g+h)                                                | Budget général y compris fonds de concours (i=g+h)                                                | Budget général y compris fonds de concours (i=g+h)                                                | 293 781    | 455 221 |          |  |
| Budgets annexes (j)                                | Budgets annexes (j)                                            | Budgets annexes (j)                                                                               | Budgets annexes (j)                                                                               | Budgets annexes (j)                                                                               | 2 419      | 2 294   | 125      |  |
| Comptes spéciaux (k)                               | Comptes spéciaux (k)                                           | Comptes spéciaux (k)                                                                              | Comptes spéciaux (k)                                                                              | Comptes spéciaux (k)                                                                              |            |         | −3 618   |  |
| Solde général (=g+j+k)                             | Solde général (=g+j+k)                                         | Solde général (=g+j+k)                                                                            | Solde général (=g+j+k)                                                                            | Solde général (=g+j+k)                                                                            |            |         | −164 933 |  |

|                                         |                                                                                   | Évaluation      |
| --------------------------------------- | --------------------------------------------------------------------------------- | --------------- |
|                                         | Impôt sur le revenu                                                               | 87 345 455 148  |
|                                         | Impôt sur les sociétés                                                            | 55 254 415 651  |
|                                         | Taxe intérieure de consommation sur les produits énergétiques                     | 16 607 394 190  |
|                                         | Taxe sur la valeur ajoutée                                                        | 94 675 683 049  |
|                                         | Autres contributions fiscales                                                     | 74 310 825 553  |
| Recettes fiscales                       | Recettes fiscales                                                                 | 328 193 773 591 |
|                                         | Dividendes et recettes assimilées                                                 | 6 424 000 000   |
|                                         | Produits de la vente de biens et services                                         | 3 628 677 461   |
|                                         | Amendes, sanctions pénalités et frais de poursuites                               | 2 394 546 354   |
|                                         | Divers                                                                            | 18 486 074 224  |
| Recettes non fiscales                   | Recettes non fiscales                                                             | 30 933 298 039  |
|                                         | Prélèvements sur les recettes de l’État au profit des collectivités territoriales | −45 590 013 253 |
|                                         | Prélèvement sur les recettes de l’État au profit de l’Union européenne            | −24 994 163 000 |
| Prélèvements sur les recettes de l’État | Prélèvements sur les recettes de l’État                                           | −70 584 176 253 |
| Fonds de concours                       | Fonds de concours                                                                 | 5 238 276 514   |

Les crédits ouverts aux ministres par la loi de finances initiale pour 2023 au titre du budget général sont répartis conformément au tableau suivant.
| Mission                                                   | Montant en euros du crédit de paiement | Ministre disposant des crédits Les missions sont décomposées de plusieurs programmes. Lorsque plusieurs ministres sont indiqués, chacun est responsable d'un programme, au sein de la mission                                                                          |
| --------------------------------------------------------- | -------------------------------------- | --- |
| Action et transformation publique                         |                                        | |
| Action extérieure de l'État                               | +003 218 125 876,                      | Ministre de l'Europe et des Affaires étrangères |
| Administration générale et territoriale de l'État         | +004 568 766 349,                      | Ministre de l’Intérieur et des outre-mer |
| Agriculture, alimentation, forêt et affaires rurales      | +003 858 324 061,                      | Ministre de l'Agriculture et de la souveraineté alimentaire |
| Aide publique au développement                            | +005 923 925 612,                      | Ministre de l’Économie, des Finances et de la souveraineté industrielle et numérique, ministre de l'Europe et des Affaires étrangères |
| Anciens combattants, mémoire et liens avec la nation      | +001 930 871 498,                      | Ministre des Armées, Premier ministre |
| Cohésion des territoires                                  | +017 924 207 001,                      | Ministre de la Transition écologique et de la cohésion des territoires, Premier ministre |
| Conseil et contrôle de l’État                             | +000817 574 993,                       | Premier ministre |
| Crédits non répartis                                      | +001 154 000 000,                      | Ministre de l’Économie, des Finances et de la souveraineté industrielle et numérique |
| Culture                                                   | +003 717 890 233,                      | Ministre de la Culture |
| Défense                                                   | +053 116 463 423,                      | Ministre des Armées |
| Direction de l'action du Gouvernement                     | +000929 147 370,                       | Premier ministre |
| Écologie, développement et mobilité durable               | +037 490 084 499,                      | Ministre de la Transition écologique et de la cohésion des territoires, ministre de la Transition énergétique, ministre de l’Économie, des Finances et de la souveraineté industrielle et numérique, Premier ministre                                                  |
| Économie                                                  | +007 918 438 562,                      | Ministre de l’Économie, des Finances et de la souveraineté industrielle et numérique |
| Engagements financiers de l’État                          | +060 289 283 120,                      | Ministre de l’Économie, des Finances et de la souveraineté industrielle et numérique |
| Enseignement scolaire                                     | +082 397 076 350,                      | Ministre de l’Éducation nationale et de la Jeunesse, ministre de l'Agriculture et de la souveraineté alimentaire |
| Gestion des finances publiques et des ressources humaines |                                        | |
| Gestion des finances publiques                            | +010 536 969 193,                      | Ministre de l’Économie, des Finances et de la souveraineté industrielle et numérique |
| Immigration, asile et intégration                         | +002 009 102 104,                      | Ministre de l’Intérieur et des outre-mer |
| Investissements d'avenir                                  | +006 087 628 199,                      | Premier ministre |
| Justice                                                   | +011 570 303 289,                      | Garde des sceaux, ministre de la Justice |
| Médias, livre et industries culturelles                   | +000704 860 321,                       | Ministre de la Culture |
| Outre-mer                                                 | +002 542 531 174,                      | Ministre de l’Intérieur et des outre-mer |
| Plan de relance                                           | +004 397 478 782,                      | Ministre de l’Économie, des Finances et de la souveraineté industrielle et numérique |
| Plan d’urgence face à la crise sanitaire                  |                                        | |
| Pouvoirs publics                                          | +001 076 534 706,                      | (non géré par le Gouvernement) |
| Recherche et enseignement supérieur                       | +030 806 185 909,                      | Ministre de l'Enseignement supérieur et de la Recherche, ministre de la Transition énergétique, ministre de l’Économie, des Finances et de la souveraineté industrielle et numérique, ministre des Armées, ministre de l'Agriculture et de la souveraineté alimentaire |
| Régimes sociaux et de retraite                            | +006 136 919 771,                      | Ministre de l’Économie, des Finances et de la souveraineté industrielle et numérique, Premier ministre |
| Relations avec les collectivités territoriales            | +004 487 767 098,                      | Ministre de la Transition écologique et de la cohésion des territoires |
| Remboursements et dégrèvements                            | +131 641 999 781,                      | Ministre de l’Économie, des Finances et de la souveraineté industrielle et numérique |
| Santé                                                     | +003 366 791 268,                      | Ministre de la Santé et de la Prévention |
| Sécurités                                                 | +023 071 497 879,                      | Ministre de l’Intérieur et des outre-mer |
| Solidarité, insertion et égalité des chances              | +029 477 717 041,                      | Ministre des Solidarités, de l'autonomie et des personnes handicapées, Premier ministre |
| Sports, jeunesse et vie associative                       | +001 832 192 986,                      | Ministre des Sports et des jeux Olympiques et Paralympiques, ministre de l’Éducation nationale et de la jeunesse |
| Transformation et fonction publiques                      | +001 160 135 154,                      | Ministre de l’Économie, des Finances et de la souveraineté industrielle et numérique, ministre de la Transformation et de la fonction publiques |
| Travail et emploi                                         | +020 876 966 794,                      | Ministre du Travail, du plein emploi et de l'insertion |
| Total                                                     | +577 037 760 396,                      | |

## Loi de financement de la Sécurité sociale
La loi de financement de la Sécurité sociale fixe les prévisions de recettes, les objectifs de dépenses de la Sécurité sociale. Ce n’est pas un budget à proprement parler et cela ne fait pas partie du budget de l’État.
Pour l’année 2023, il est prévu, pour toutes branches (maladie, accidents du travail, retraites, famille, autonomie, Fonds de solidarité vieillesse et hors transferts entre branches), des recettes de 538 milliards d’euros et des dépenses de 567 milliards d’euros.

## Comptes de l’État
Selon la  Cour des comptes, qui contrôle l'exécution des lois de finance, le déficit, supérieur à 2022 et deux fois plus élevé qu’en 2019 (avant la crise Covid) se dégrade, en raison d’une loi de finances initiale peu ambitieuse et des rentrées fiscales qui se sont révélées inférieures aux prévisions, alors que dans le même temps, la charge de la dette augmentait plus rapidement que prévu et que le besoin de financement de
l’État atteignait son pic historique .
|                                                    |                                                    |                                                                                                   |                                                                                                   |                                                                                                   | Recettes | Dépenses | Soldes   |  |
| -------------------------------------------------- | -------------------------------------------------- | ------------------------------------------------------------------------------------------------- | ------------------------------------------------------------------------------------------------- | ------------------------------------------------------------------------------------------------- | -------- | -------- | -------- |  |
|                                                    |                                                    |                                                                                                   |                                                                                                   | Recettes fiscales brutes/dépenses brutes (a)                                                      | 460 224  | 585 395  |          |  |
|                                                    |                                                    |                                                                                                   |                                                                                                   | Remboursements et dégrèvements (-b)                                                               | −137 321 | −137 321 |          |  |
|                                                    |                                                    |                                                                                                   | Recettes fiscales nettes/dépenses nettes (c=a-b)                                                  | Recettes fiscales nettes/dépenses nettes (c=a-b)                                                  | 322 902  | 448 073  |          |  |
|                                                    |                                                    |                                                                                                   | Recettes non fiscales (d)                                                                         | Recettes non fiscales (d)                                                                         | 25 138   |          |          |  |
|                                                    |                                                    | Recettes totales nettes/dépenses nettes (e=c+d)                                                   | Recettes totales nettes/dépenses nettes (e=c+d)                                                   | Recettes totales nettes/dépenses nettes (e=c+d)                                                   | 348 041  | 448 073  |          |  |
|                                                    |                                                    | Prélèvements sur recettes au profit des collectivités territoriales et de l'Union européenne (-f) | Prélèvements sur recettes au profit des collectivités territoriales et de l'Union européenne (-f) | Prélèvements sur recettes au profit des collectivités territoriales et de l'Union européenne (-f) | 68 127   |          |          |  |
|                                                    | Budget général (g=e-f)                             | Budget général (g=e-f)                                                                            | Budget général (g=e-f)                                                                            | Budget général (g=e-f)                                                                            | 279 914  | 448 073  |          |  |
|                                                    | Fonds de concours (h)                              | Fonds de concours (h)                                                                             | Fonds de concours (h)                                                                             | Fonds de concours (h)                                                                             | 6 491    | 6 491    |          |  |
| Budget général y compris fonds de concours (i=g+h) | Budget général y compris fonds de concours (i=g+h) | Budget général y compris fonds de concours (i=g+h)                                                | Budget général y compris fonds de concours (i=g+h)                                                | Budget général y compris fonds de concours (i=g+h)                                                | 286 406  | 454 565  | −168 159 |  |
| Budgets annexes (j)                                | Budgets annexes (j)                                | Budgets annexes (j)                                                                               | Budgets annexes (j)                                                                               | Budgets annexes (j)                                                                               | 2 247    | 2 535    | 287      |  |
| Comptes spéciaux (k)                               | Comptes spéciaux (k)                               | Comptes spéciaux (k)                                                                              | Comptes spéciaux (k)                                                                              | Comptes spéciaux (k)                                                                              |          |          | −5 101   |  |
| Solde général (=i+j+k)                             | Solde général (=i+j+k)                             | Solde général (=i+j+k)                                                                            | Solde général (=i+j+k)                                                                            | Solde général (=i+j+k)                                                                            |          |          | −172 972 |  |